# Matthias Ginter
Matthias Lukas Ginter (født 19. januar 1994) er en tysk professionel fodboldspiller, som spiller for Bundesliga-klubben SC Freiburg og Tysklands landshold.

## Klubkarriere

### Freiburg
Ginter begyndte sin karriere hos sin lokale klub, SC Freiburg, hvor han gjorde sin professionelle debut den 21. januar 2012.

### Borussia Dortmund
Ginter skiftede i juli 2014 til Borussia Dortmund. Ginter var med til af vinde DFL-Supercup i 2014 og DFB-Pokal i 2016-17 sæsonen i sin tid hos Dortmund.

### Borussia Mönchengladbach
Ginter skiftede i juli 2017 til Borussia Mönchengladbach.
Ginter blev valgt til prets hold i Bundesligaen af sportmagasinet Kicker for 2019-20 sæsonen.

### Freiburg retur
I maj 2022 annoncerede Freiburg at Ginter ville vende tilbage til klubben hvor han begyndte sin karriere ved kontraktudløb med Mönchengladbach. Skiftet tog officelt sted den 1. juli 2022.

## Landsholdskarriere

### Ungdomslandshold
Ginter har repræsenteret Tyskland på flere ungdomsniveauer.

### Olympiske Landshold
Ginter var del af Tysklands hold til OL 2016 i Rio de Janeiro. Her gik Tyskland videre fra indledende runde som toer i gruppen; Ginter scorede det sidste mål i holdets kamp mod Mexico til stillingen 2-2. I kvartfinalen, hvor tyskerne besejrede Portugal med 4-0, scorede han endnu et mål, og med sejr over Nigeria nåede Tyskland finalen. Her mødte tyskerne hjemmeholdet fra Brasilien i en kamp, der efter 1-1 i ordinær og ekstra tid endte i straffesparkskonkurrence. Her scorede Ginter det første mål, men tyskerne brændte ét forsøg og måtte derfor nøjes med sølvmedaljer, mens brasilianerne fik guld og Nigeria bronze.

### Seniorlandsholdet
Ginter debuterede for seniorlandsholdet den 5. marts 2014 i en venskabskamp mod Chile.
Ginter var en del af den tyske trup, der vandt guld ved VM i 2014 i Brasilien og truppen der vandt Confederations Cup 2017. Han var også Tysklands trup til VM 2018, EM 2020 og VM 2022.
Ginter blev i 2019 valgt til årets spiller på det tyske landshold.

## Titler
Borussia Dortmund
- DFB-Pokal: 1 (2016-17)
- DFL-Supercup: 1 (2014)

Tyskland
- Verdensmesterskabet: 1 (2014)
- Confederations Cup: (2017)

Tyskland U/23
- Sommer-OL 2016: Sølvmedalje

Individuelle
- Årets Spiller på Tysklands Landshold: 1 (2019)
- Kickers Årets Hold i Bundesligaen: 1 (2019-20)